# مونیک گاربرشت-انفلت
مونیک گاربرشت-انفلت (آلمانی: Monique Garbrecht-Enfeldt؛ زادهٔ ۱۱ دسامبر ۱۹۶۸) اسکیت‌باز سرعت اهل آلمان شرقی است.